# 伊佐耕平
伊佐 耕平（いさ こうへい、1991年11月23日 - ）は、兵庫県出身のプロサッカー選手。Jリーグ・大分トリニータ所属。登録ポジションはフォワード。マネジメント会社はバイプレーヤーズ。

## 経歴

### プロ入り前
神戸科学技術高校では3年次に全国高等学校サッカー選手権大会に出場したが、1回戦・青森山田高校戦の前半20分に負傷交代すると前十字靭帯断裂と半月板損傷と診断され、3月に手術を行った。
2010年に大阪体育大学に入学し、サッカー部に入部（同期は池永航、山本大稀）した後も前述の手術の影響により、リハビリに時間を費やす形となった。更に翌年3月には右膝の靭帯を断裂し、2年次までは公式戦の出場機会は無かった。怪我の癒えた大学3年時の2012年より出場機会が増え、2013年は2学年下の澤上竜二とのツートップでチームの総得点数の半分以上をマーク。伊佐自身は9得点10アシストをマークし、同大学の24年振りの関西学生リーグ1部制覇に貢献。インターカレッジでは4試合3得点を記録し優勝に貢献した。同大会時点では卒業後の進路は未定であったが、翌2014年1月16日にJ2・大分トリニータへの加入内定が発表された。

### プロ入り後
2014年、大分トリニータに加入。J2第4節・熊本戦で先発出場によりプロ公式戦デビューを果たした。翌2015年は出場機会を増加させ、プロ初ゴールを含む3得点をマークした。2016年は大分のJ3降格に伴い同リーグでプレー。開幕前の2月28日に行われたトレーニングマッチにて負傷。全治3ヶ月の左膝半月板損傷と診断されたが、懸命にリハビリをこなした結果、診断より約1ヶ月早い5月8日のJ3第8節栃木戦で復帰を果たした。第14節・秋田戦で右足を骨折し、再び負傷離脱した影響もあり、最終的にはリーグ戦16試合の出場に留まった。
2017年はリーグ戦出場39試合の内、26試合が交代出場とスーパーサブとしての起用が多かったが、チーム2位となる9得点をマークした。2018年は出場試合数と得点は前年より減少したものの、先発機会は16試合と前年より増加。第35節・水戸戦にて1得点1アシストの活躍を見せた他、「フィジカルを鍛えたことで相手を抑え込もうと気にせずトラップに集中できるようになった」とポストプレーでの貢献度も高め、チームのJ1昇格に貢献した。
自身初のJ1挑戦となった2019年は、YBCルヴァンカップグループステージ第2節・名古屋戦にて負傷し、全治4ヶ月の左膝軟骨損傷と診断され戦線離脱。その後J1第25節・松本戦にて復帰し、翌第26節・湘南戦にてJ1初ゴールを記録した。
2021年、背番号を高松大樹の引退以来、4シーズンに渡って空き番となっていた13番に変更。

## エピソード
- かつては生涯独身を宣言していたが、2019年5月1日に一般女性と結婚したことを翌2日に報告した[16]。

- 大阪体育大学で2トップを組んだ澤上竜二は、インタビューで尊敬する選手について尋ねられた時に「あの人がいた時が一番やりやすかった。自分を生かしてくれた」と伊佐の名を挙げている[17]。

- かつては大の野菜嫌いであり[18][19]、ピザを食べる際も丁寧に野菜を取り除いてから食していた[20]。ビタミンが不足するのではという問いに対しては「穀物など野菜以外の食べ物に含まれるわずかなビタミンを、体が探し出して摂取してますから」と答えている[20]。

- 勝利試合の後（アウェーゲームの場合は自身がベンチ入りの場合）には自身のInstagramアカウントに、スタジアムの廊下やバスの車内で撮影した選手が出演する動画を投稿している[21]。本人曰く「上下関係なく誰にでもズバズバ行けるタイプ[21]」で、動画内では新加入の後輩選手を優しく迎え入れたり、時には先輩選手を弄る姿も見せている[21]。この事について質問された際には「もう何か定番というか、義務みたいになっているんですよね」、「正直しんどい時もあるんですけど、楽しみにしてくれる人もいる。最近はインスタやってる選手も多いですけど、サポーターが喜んでくれたら良いですよね[21]」とコメントしている。2018年11月17日のアウェー山形戦にて大分がJ1昇格を決めた際には、伊佐はコンディション不良の為チームに帯同していなかったが、試合終了後、伊佐と共にクラブハウスで試合を見守っていた選手・スタッフの様子をライブ配信した[22]。

## 所属クラブ
- 若葉SSD
- 尼崎FC
- 神戸市立科学技術高等学校
- 2010年 - 2013年 大阪体育大学
- 2014年 - 大分トリニータ

## 個人成績
| 国内大会個人成績 | 国内大会個人成績 | 国内大会個人成績 | 国内大会個人成績 | 国内大会個人成績 | 国内大会個人成績 | 国内大会個人成績 | 国内大会個人成績 | 国内大会個人成績 | 国内大会個人成績 | 国内大会個人成績 | 国内大会個人成績 |
| 年度             | クラブ           | 背番号           | リーグ           | リーグ戦         | リーグ戦         | リーグ杯         | リーグ杯         | オープン杯       | オープン杯       | 期間通算         | 期間通算         |
| 年度             | クラブ           | 背番号           | リーグ           | 出場             | 得点             | 出場             | 得点             | 出場             | 得点             | 出場             | 得点             |
| 日本             | 日本             | 日本             | 日本             | リーグ戦         | リーグ戦         | リーグ杯         | リーグ杯         | 天皇杯           | 天皇杯           | 期間通算         | 期間通算         |
| ---------------- | ---------------- | ---------------- | ---------------- | ---------------- | ---------------- | ---------------- | ---------------- | ---------------- | ---------------- | ---------------- | ---------------- |
| 2014             | 大分             | 18               | J2               | 15               | 0                | -                | -                | 2                | 0                | 17               | 0                |
| 2015             | 大分             | 18               | J2               | 30               | 3                | -                | -                | 1                | 1                | 31               | 4                |
| 2016             | 大分             | 18               | J3               | 16               | 4                | -                | -                | 1                | 0                | 17               | 4                |
| 2017             | 大分             | 18               | J2               | 39               | 9                | -                | -                | 2                | 2                | 41               | 11               |
| 2018             | 大分             | 18               | J2               | 34               | 4                | -                | -                | 0                | 0                | 34               | 4                |
| 2019             | 大分             | 18               | J1               | 5                | 1                | 2                | 0                | 0                | 0                | 7                | 1                |
| 2020             | 大分             | 18               | J1               | 22               | 3                | 1                | 0                | -                | -                | 23               | 3                |
| 2021             | 大分             | 13               | J1               | 26               | 2                | 2                | 0                | 5                | 0                | 33               | 2                |
| 2022             | 大分             | 13               | J2               | 15               | 1                | 3                | 0                | 0                | 0                | 18               | 1                |
| 2023             | 大分             | 13               | J2               | 37               | 4                | -                | -                | 0                | 0                | 37               | 4                |
| 2024             | 大分             | 13               | J2               | 26               | 0                | 0                | 0                | 3                | 1                | 29               | 1                |
| 2025             | 大分             | 13               | J2               |                  |                  |                  |                  |                  |                  |                  |                  |
| 通算             | 日本             | 日本             | J1               | 53               | 6                | 5                | 0                | 5                | 0                | 63               | 6                |
| 通算             | 日本             | 日本             | J2               | 196              | 21               | 3                | 0                | 8                | 3                | 207              | 25               |
| 通算             | 日本             | 日本             | J3               | 16               | 4                | -                | -                | 1                | 0                | 17               | 4                |
| 総通算           | 総通算           | 総通算           | 総通算           | 265              | 31               | 8                | 0                | 14               | 4                | 287              | 35               |

その他の公式戦
- 2015年
  - J2・J3入れ替え戦 - 2試合0得点

- 2022年
  - J1参入プレーオフ - 1試合1得点

- Jリーグ初出場 - 2014年3月22日 J2第4節 ロアッソ熊本戦（うまスタ）
- Jリーグ初得点 - 2015年6月14日 J2第18節 ツエーゲン金沢戦（石川西部)

## タイトル
大阪体育大学サッカー部
- 関西学生サッカーリーグ1部（2013年）
- 全日本大学サッカー選手権大会（2013年）

大分トリニータ
- J3リーグ（2016年）